# Neobola stellae
Neobola stellae é uma espécie de peixe actinopterígeo da família Cyprinidae.
Pode ser encontrada nos seguintes países: Etiópia e Quénia.
Os seus habitats naturais são: lagos de água doce.